# Grand Prix de Suisse Orientale
De Grand Prix de Suisse Orientale was een autorace die werd verreden in de straten van de Zwitserse stad Erlen. De race maakte in 1948 deel uit van het grand-prixseizoen.

## Winnaars van de grand prix
- Hier worden alleen de races aangegeven die plaatsvonden tijdens de grand-prixseizoenen tot 1949.

| Jaar | Coureur                 | Constructeur | Locatie | Verslag |
| ---- | ----------------------- | ------------ | ------- | ------- |
| 1948 | Emmanuel de Graffenried | Maserati     | Erlen   | Verslag |